# Verbena landbeckii
Verbena landbeckii — вид трав'янистих рослин родини Вербенові (Verbenaceae), ендемік Чилі. Попеляста на вигляд рослина.

## Опис
Повзучий напівкущ, який має випростані молоді гілки, щільно жорстко-волосисті. Листки сидячі, 15–20 мм, 3-перисті, з лінійними або лопатчастими сегментами, тупою вершиною, викривленими полями, щільно жорстко-волосисті поверхні. Суцвіття 1–8 см; квіти в щільних, багатоквіткових колосках. Овальні квіткові приквітки, 5 мм, щільно жорстко-волосисті. Чашечка 8 мм, гостро зубчикова, щільно волосиста із залізистими волосками. Пурпуровий віночок, 10–13 мм, голий назовні, щелепи запушені. Верхня пара тичинок без залозистих придатків або, якщо є, то вони зменшені.

## Поширення
Ендемік Чилі.
Вид росте в регіонах Атакама, Кокімбо та Вальпараїсо, між 1200 та 1350 м над рівнем моря.